# Graf Zeppelin (skib)
 For alternative betydninger, se Graf Zeppelin. (Se også artikler, som begynder med Graf Zeppelin)
Graf Zeppelin var navnet på det hangarskib, som den tyske krigsmarine påbegyndte bygningen af i 1936 samtidig med et søsterskib og to øvrige planlagte. Skibet var opkaldt efter Ferdinand von Zeppelin. Skibet var påtænkt special udgaver af henholdsvis BF109 jageren og Stuka begge med svingbar vinge for opbevaring, og en dobbeltdækker topedo/rekonosringsflyver - i alt 44 fly.
Skibet blev i overværelse af Adolf Hitler søsat i Kiel den 8. december 1938, men blev aldrig bygget færdigt. Som en konsekvens af 2. verdenskrigs udbrud besluttede man at fokusere på bygningen af ubåde frem for at færdiggøre "Graf Zeppelin". Søsterskibet blev brudt op før navngivning og de to andre helt skrinlagt.
Sænkningen af Bismarck og de japansk/amerikanske søslag med hangarskibe fik Hitler til at opprioritere bygningen sommeren 1940, nu med plan om forbedrede fly. Biplanet var forældet og BF109 var notorisk upålidelig ved landing pga. den lille afstand mellem landingshjulene. Afløser fly blev dog aldrig færdigudviklet og igen måtte bygningen nedprioriteres pga. krigens udvikling og mangel på ressourcer, hvor man i stedet kunne bygge tusindvis af fly og/eller kampvogne.
Det ufærdige hangarskib blev flyttet til Gdansk, hvor det fungerede som depotskib og faldt i de sovjetiske styrkers hænder ved krigens afslutning.
Den færdigtrænede flyenhed blev delvist opløst og Bf109 og Stukaflyene sendt til Norge i kampenheder der. Dobbeltdækkerne blev solgt til Kroatien i 1943 hvor een nedskød en amerikansk Mustang inden den selv blev skudt ned i 1944.
I 1947 trak den sovjetiske marine skibet ud i Østersøen og brugte det som mål i forbindelse med en række forsøg på, hvorledes man bedst kunne sænke et hangarskib. Skibet sank dog først efter at være ramt af to kraftige torpedoer.
Alt efter den generelle krigssituation ville Graf Zeppelin havde været sårbart. Dels var panseringen helt utilstrækkelig og dels satsede man på kanoner i klassen 15 cm til selv nærforsvar mod britiske krydsere, frem for nærsikring med egne krydsere. Det betød at mens skibet nærforsvarede sig kunne flydækket ikke benyttes grundet rystelser. En altafgørende misforståelse af flyenes kapacitet til nærforsvar i kombination med ledsagerkrydsere. Tillige var det nemt at forudse at mange BF109 fly ville havarere grundet deres uegnede landingsstel, hvorfor erstatningsfly og piloter ville være et nøgleproblem. Man ville nødvendigvis behøve højt rutinerede piloter grundet det dårligt egnede BF109 fly.
Hangarskibet blev genfundet på bunden af Østersøen i 2006, da et polsk firma ledte efter olie. Skibet ligger i dag på 80 meter dybt vand nord for Gdynia.
"Graf Zeppelin" var 250 meter langt, 30 meter bredt og ville have medført en ca. 2.000 mand besætning samt 43 fly af typerne Messerschmitt Bf 109 T og Junkers Ju 87 T, bedre kendt som Stuka.
To luftskibe', LZ 130, søsterluftskibet til Hindenburg og LZ 127 blev ligeledes døbt Graf Zeppelin.